# Nans-les-Pins

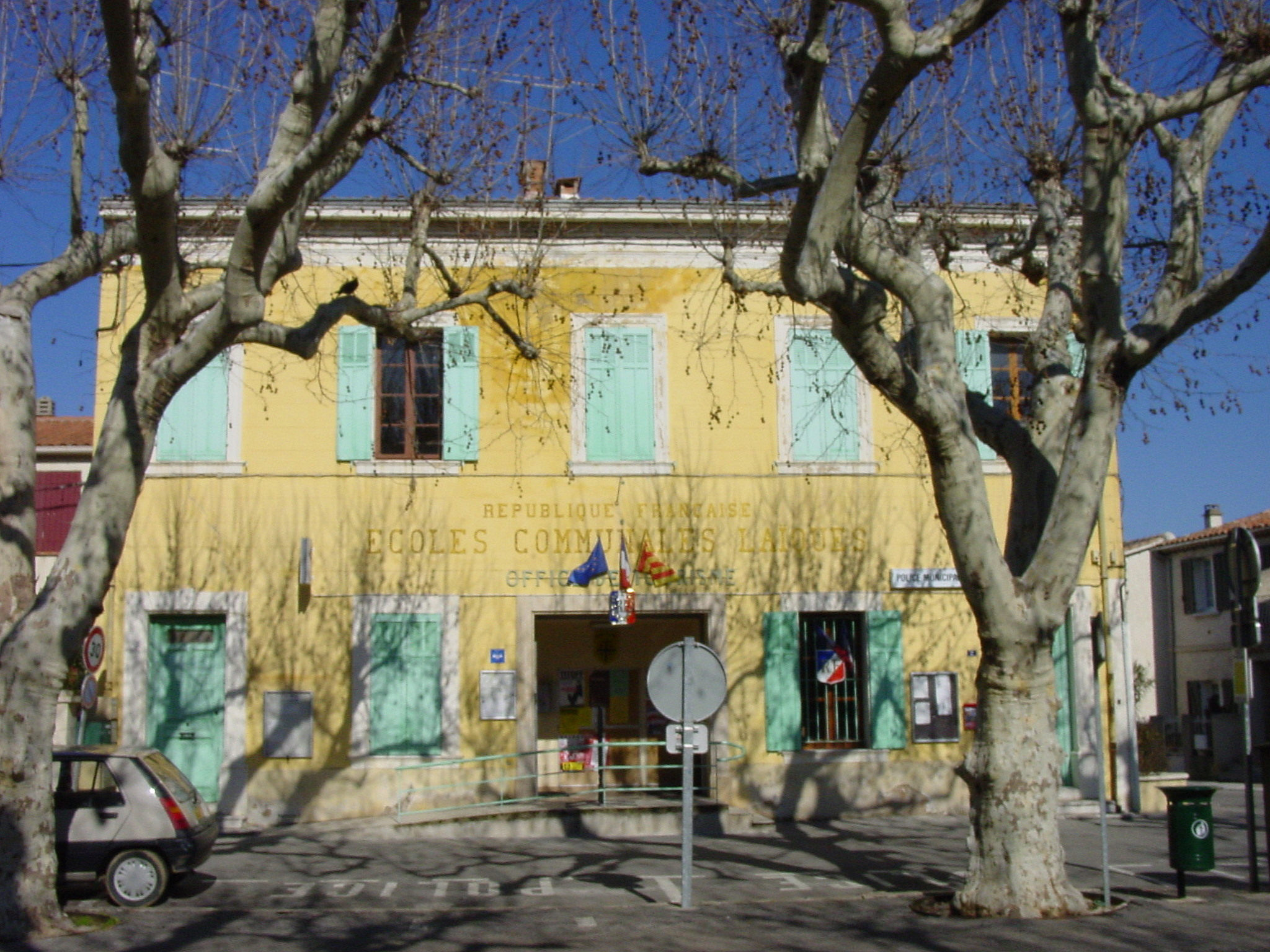
Alte Grundschule

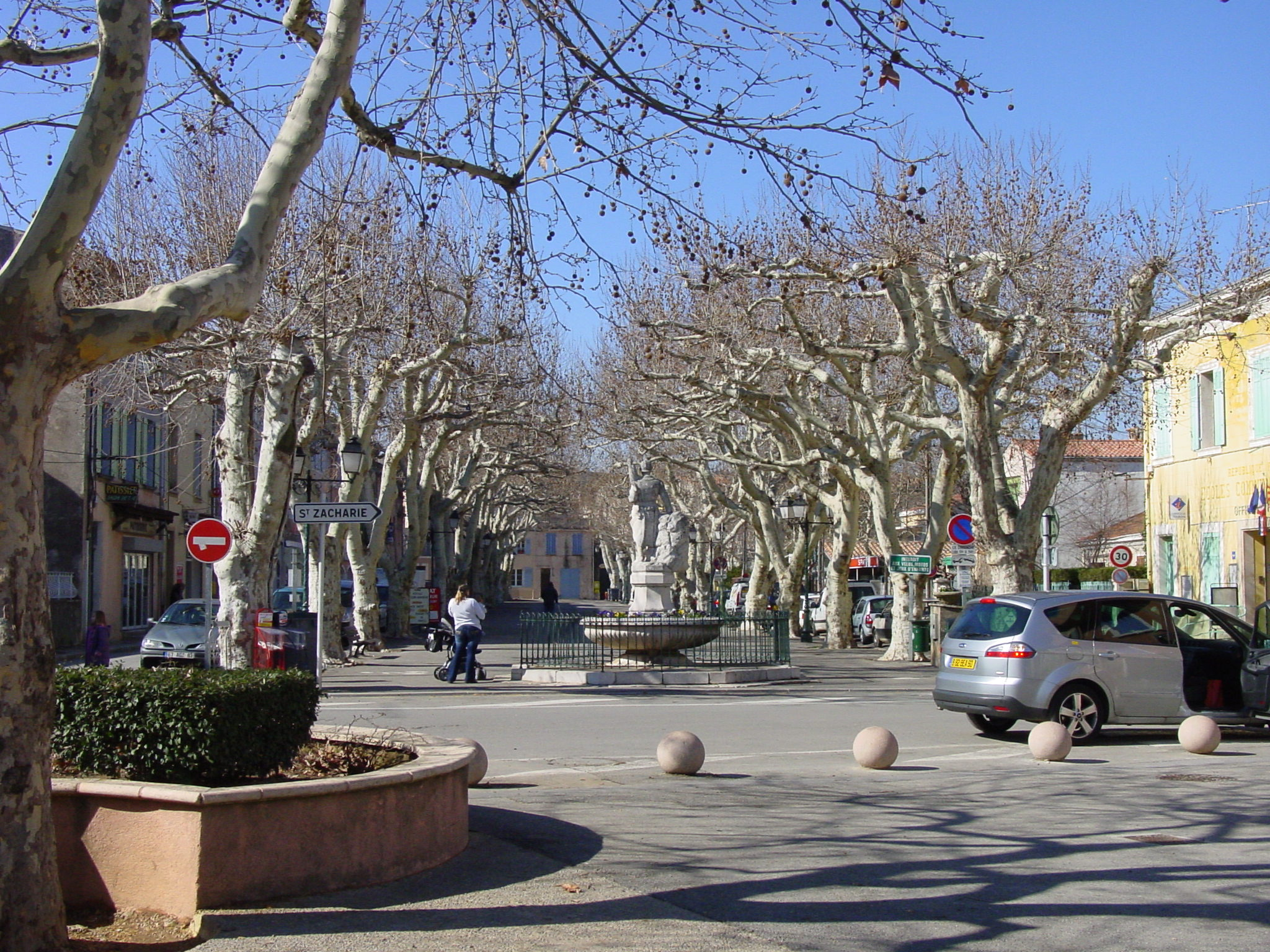
Ortszentrum

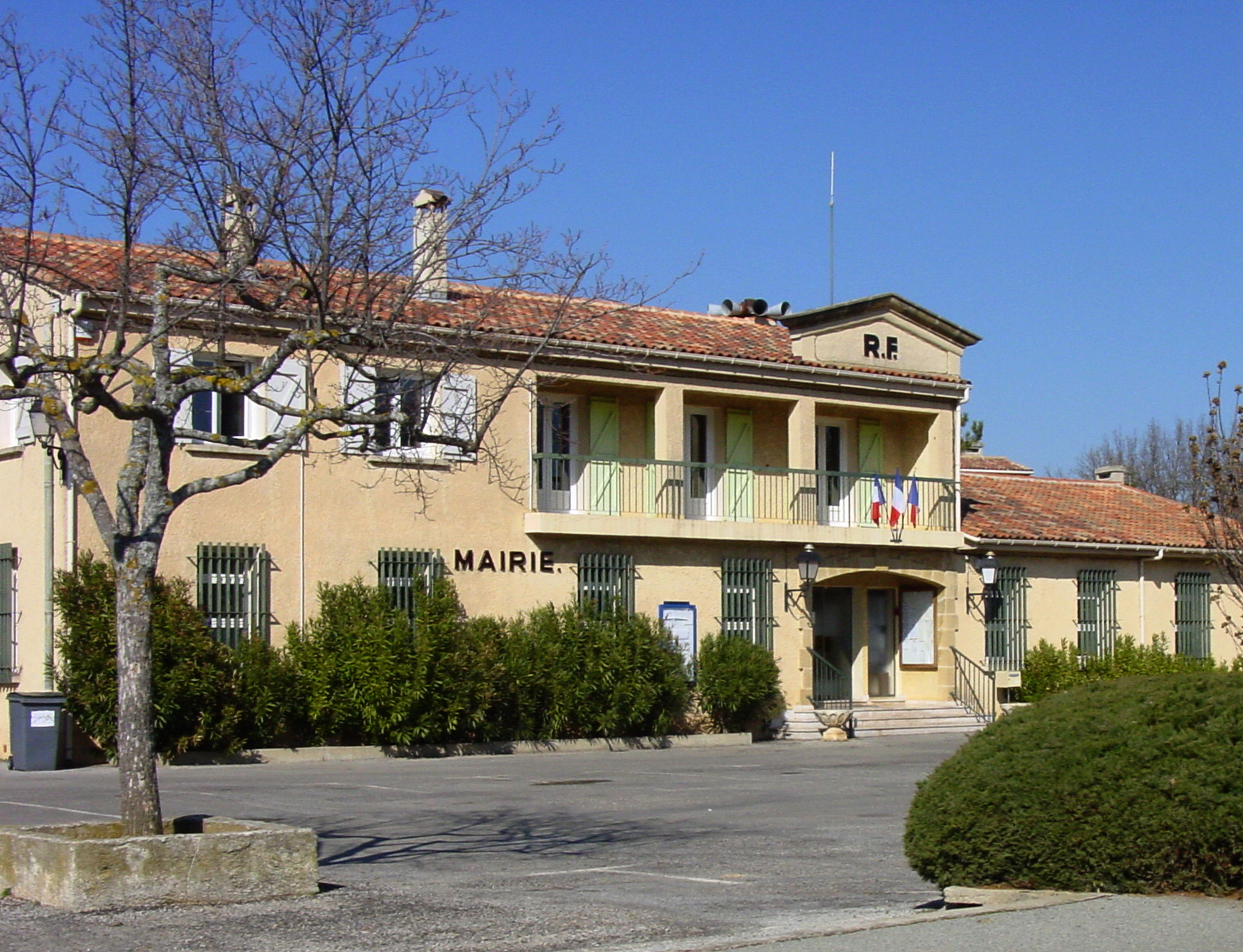
Mairie (Rathaus)

Nans-les-Pins (okzitanisch Nans) ist eine französische Gemeinde mit 5.090 Einwohnern (Stand 1. Januar 2022) im Département Var in der Region Provence-Alpes-Côte d’Azur.

## Geographie
Das Gebiet der Gemeinde umfasst zwei Gebirgsformationen: das Massif de la Sainte-Baume und den Mont Aurélien. Das Gemeindegebiet gehört zum Regionalen Naturpark Sainte-Baume. Der Ort liegt in der Mitte eines Dreiecks, das von den wichtigsten Zentren der Region gebildet wird: Aix-en-Provence liegt 45 Kilometer nordwestlich, Marseille 45 Kilometer südwestlich und Toulon 65 Kilometer entfernt Richtung Südsüdost.
Am Rand des alten Ortszentrums liegt ein traditioneller provenzalischer Platz, auf dem jeden Sonntag Markt gehalten wird.

## Geschichte
Dolmen, Hügelgräber und weitere jungsteinzeitliche Funde belegen eine dauerhafte Besiedelung der Gegend von prähistorischer Zeit bis etwa 650 v. Chr. Nicht ganz nahtlos schließen sich die eisenzeitlichen Überbleibsel des Oppidum von Sainte-Croix an, anhand derer man eine weitere 2 Jahrhunderte währende Besiedelung etwa von 200 v. Chr. an nachweisen kann. Der ursprüngliche Name Nans stammt bereits aus dieser Zeit und geht auf das keltische Wort für Tal zurück (Nans-les-Pins wird die Gemeinde erstmals 1920 genannt).

## Wirtschaft

### Tourismus
Seit 1932 ist Nans-les-Pins als offizielle Station touristique klassifiziert. Der Ort bietet Besuchern eine gut entwickelte touristische Infrastruktur mit einem Golfplatz, Reitmöglichkeit und vielen Wanderwegen. Zur Übernachtung steht ein Campingplatz mit Feriendorf sowie Hotels und Gästezimmer zur Verfügung.

### Para-hospitalier
In den 1920er Jahren richtete der Lungenfacharzt Lucien Parrel in Nans-les-Pins ein Rehabilitationszentrum für Atemwegserkrankungen ein. Ursprünglich diente die Klinik zur Behandlung von Bergleuten der Umgebung, die an Silikose litten. Heute wird sie von Patienten aus ganz Frankreich aufgesucht. Die Anlage wurde durch ein Seniorenwohnheim und Zentren zur Langzeittherapie ergänzt.

### Landwirtschaft
Die Bedeutung der Landwirtschaft ist stark zurückgegangen. Bis zum Beginn des 20. Jahrhunderts bestand eine bedeutende Rosenproduktion. Heute gibt es im Wesentlichen nur noch Weinbau und etwas Gemüsezucht.

## Sehenswürdigkeiten
- Der 1516 erbaute Bildstock Miette ist seit 1938 als Monument historique klassifiziert. Es befindet sich auf dem Chemin des Roys in Richtung Massif de la Sainte-Baume.
- Die befestigte Kirche Chapelle Notre-Dame-de-la-Miséricorde wurde 1623 erbaut.
- Das ligurische Oppidum auf dem Roche de Sainte-Croix
- Die 1913 erbaute Winzergenossenschaft Les Vignerons de Nans-les-Pins ist ein weiteres Monument historique.
- Kaum sichtbar, aber gut zu hören ist die Bronzeglocke der Kirche Saint-Sébastien-Saint-Laurent. Die Gemeinde ließ 1992 auch sie als Monument historique eintragen.

## Städtepartnerschaft
- Rabenau in Hessen